# Bert Cameron
Bert Cameron (Spanish Town, Jamaica; 16 de noviembre de 1959) es un atleta jamaicano, especializado en la prueba de 400 m en la que llegó a ser campeón del mundo en 1983.

## Carrera deportiva
En el Mundial de Helsinki 1983 ganó la medalla de oro en los 400 metros, con un tiempo de 45.05 segundos, quedando por delante de los estadounidenses Michael Franks y Sunder Nix.
Y cinco años más tarde, en los JJ. OO. de Seúl 1988 ganó la plata en el relevo 4x400 metros, tras Estados Unidos y por delante de Alemania Occidental.